# Nathalie Klüver
Nathalie Klüver (* 4. Juni 1980 in Oldenburg) ist eine deutsche Autorin, Journalistin und Bloggerin.

## Leben
Nach ihrem Betriebswirtschaftsstudium mit dem Schwerpunkt Werbung/Kommunikation in Pforzheim absolvierte Klüver ein Volontariat bei den Lübecker Nachrichten. Seit 2007 arbeitet sie freiberuflich als Journalistin für verschiedene Zeitschriften und Zeitungen, bloggt auf dem Familienblog ganznormalemama und veröffentlichte mehrere Bücher, vor allem Debattenbücher, Ratgeber für Eltern sowie ein Kinderbuch. Ihre Hauptthemen sind Prävention von Mütterburnout sowie Druck aus dem Familienalltag zu nehmen, Vereinbarkeit, Familienpolitik und das Thema Kinderrechte.
Klüver ist Mutter von drei Kindern und lebt mit einem neuen Partner zusammen. Sie lebt und arbeitet in Lübeck.

## Veröffentlichungen
- Reflexionen. Suizidprävention bei Kindern und Jugendlichen. Kilian-Andersen-Verlag, Lübeck 2010, ISBN 978-3-9813623-0-5 (Ratgeber).
- Gosch: Der Fischkönig von Sylt. Wachholtz Verlag, Kiel 2014, ISBN 978-3-529-09210-7 (Unternehmensbiografie).
- Niederegger: Süßes aus Liebe. Wachholtz Verlag, Kiel 2014, ISBN 978-3-529-07505-6 (Unternehmensbiografie)
- Willkommen Geschwisterchen. Entspannte Eltern, glückliche Kinder. Trias Verlag, Stuttgart 2017, ISBN 978-3-432-10451-5 (Ratgeber).
- Die Kunst, keine perfekte Mutter zu sein. Das Selbsthilfebuch für gerade noch nicht ausgebrannte Mütter. Trias Verlag, Stuttgart 2018, ISBN 978-3-432-10630-4 (Ratgeber/Sachbuch).
- Afterwork Familie. Wie du mit wenig Zeit dich und deine Familie glücklich machst. Trias Verlag, Stuttgart 2019, ISBN 978-3-432-10954-1 (Ratgeber).
- Der Blaubeerwichtel. Illustrationen Jessica Druwe. Kilian Andersen Verlag, Lübeck 2019, ISBN 978-3-9820066-2-8 (Kinderbuch).
- Das Familienkochbuch für nicht perfekte Mütter. Trias Verlag, Stuttgart 2020, ISBN 978-3-432-11136-0 (Kochbuch für Familien).
- Das Kind wächst nicht schneller, wenn man daran zieht. Trias Verlag, Stuttgart 2021, ISBN 978-3-432-11373-9 (Ratgeber/Sachbuch).
- Deutschland, ein kinderfeindliches Land? Worunter Familien leiden und was sich ändern muss. Kösel Verlag, München 2022, ISBN 978-3-466-37291-1 (Sachbuch).
- Sag zum Abschied leise … yippie! Was wir feiern können, wenn unsere Kinder langsam groß werden - Für Eltern von Kindern ab 9 Jahren. Kösel-Verlag, München 2025, ISBN 978-3-466-31233-7